# Igreja da Misericórdia de Proença-a-Velha
A Igreja da Misericórdia de Proença-a-Velha localiza-se na freguesia e povoação de Proença-a-Velha, no município de Idanha-a-Nova, distrito de Castelo Branco, em Portugal.
É propriedade da Irmandade da Santa Casa de Misericórdia de Proença-a-Velha.
A Igreja e o Edifício da Misericórdia de Proença-a-Velha encontram-se classificados como Imóvel de Interesse Público desde 1997.

## História
Terá erguida nos séculos XV ou XVI, acredita-se que sobre uma edificação anterior, eventualmente um "hospital" ou hospedaria, para peregrinos a caminho para Santiago.
O fato de a Irmandade da Misericórdia de Proença-a-Velha ter sido instituída em 1500, apenas dois anos após Leonor de Avis, Rainha de Portugal ter instituído a primeira Santa Casa de Misericórdia em Lisboa (1498), leva alguns estudiosos a acreditar que já existiria na povoação algum tipo de estrutura assistencial, a qual veio a ser substituída pela Misericórdia.
Em 1671 ter-se-á construído a capela lateral, a expensas do Dr. Domingos Gonçalves Robalo, para sua capela tumular e de sua esposa D. Leonor.
Foi primeiro administrador da capela o sobrinho de ambos, Jerónimo da Cunha Robalo, antepassado dos atuais condes de Proença-a-Velha, razão pela qual é conhecida por Capela dos Condes.

## Características
No exterior, destacam-se os seguintes elementos:
- a fachada principal, virada a oeste, com portal em arco de volta perfeita, sobre o qual se insere um óculo circular, com elementos decorativos, tendo por função permitir a entrada de luz para o coro-alto. No lado esquerdo, ergue-se o campanário.
- o nicho do "1º Passo das Ladainhas", incorporado no exterior da fachada oeste, à direita da porta principal;
- a "Varanda de Pilatos", inserida na parte superior do cunhal virado a sudoeste, com vista sobre o largo. É acedida através do coro-alto e foi instalada para servir nas cerimónias religiosas dos Domingos de Quaresma e na Semana-Santa;
- a porta lateral, na fachada sul, com nicho e a inscrição "MISIRICORDIA";
- gárgula de canhão em pedra na fachada virada a este;

No interior, por sua vez, destacam-se:
- a capela tumular dos condes de Proença-a-Velha, por cima da qual se pode ver o brasão de armas dos seus instituidores, os Cunha e Robalo.[3] No altar desta capela destaca-se uma imagem de Nossa Senhora da Conceição, padroeira da Misericórdia de Proença.
- O púlpito de cantaria, assente em coluna tipo balaústre, com motivos vegetalistas, e ao qual se acede por sete degraus de pedra que partem junto à porta de ligação à sacristia. A posição do púlpito e dos degraus deixam a ideia de que este terá sido mudado para esta localização aquando da construção da capela lateral;
- janela à esquerda da capela lateral, permitindo visibilidade do andar superior do edifício anexo para a Igreja, servindo presumivelmente para possibilitar a participação nos atos religiosos de quem se encontrava nesse edifício;
- duas colunas toscanas, ornamentadas com folhas de carvalho, e servindo de suporte ao coro-alto, no fundo da Igreja;
- o retábulo do altar-mor, em talha dourada, no qual sobressaem sete pinturas representando cenas da vida de Nossa Senhora e do Menino Jesus. No retábulo é possível apreciar, da esquerda para a direita e debaixo para cima:
  - Anunciação (pintura)
  - Imagem do Apóstolo São João (escultura)
  - Jesus Crucificado (escultura)
  - Imagem de São Simão (escultura)
  - Visitação (pintura)
  - Menino-Jesus entre os Doutores (pintura)
  - Apresentação do Menino-Jesus no Templo (pintura)
  - Assunção de Nossa Senhora (pintura)[4]
  - Adoração dos Reis Magos (pintura)
  - Adoração dos Pastores (pintura)

- De cada um dos lados do retábulo temos dois nichos de madeira onde estão expostas duas imagens (de roca) utilizadas nas cerimónias da Semana Santa: do lado esquerdo o Senhor dos Passos e do lado direito Nossa Senhora das Dores ou das Lágrimas.

Contíguo à fachada lateral esquerda da Igreja, e ocupando uma área um pouco menor que esta, temos um edifício dividido internamente em dois pavimentos, onde terá funcionado o hospital da Misericórdia, desconhecendo-se a data em que deixou de ter essas funções.
No século XX essas instalações foram utilizadas, na parte virada a oeste, como casa de habitação do sacristão e, na parte este, como sacristia e sala dos 12, no andar inferior. No andar superior funcionou uma escola primária e, mais tarde, um posto médico.
No final do século XX, tendo em vista as comemorações dos 500 anos da Instituição, foram empreendidas obras de conservação por iniciativa da Direcção-Geral dos Edifícios e Monumentos Nacionais  e da Câmara Municipal de Idanha-a-Nova, estando esse edifício hoje assim dividido: pavimento inferior, a este, sacristia e Sala dos 12; lado oeste, Casa Mortuária; pavimento superior, instalações administrativas e salas de arquivo e exposição.